# Copa da Escócia de 1909–10
A Copa da Escócia de 1909-10 foi a 37º edição do torneio mais antigo do futebol da Escócia. O campeão foi o Dundee F.C., que conquistou seu 1º título na história da competição ao vencer a final contra o Clyde F.C., pelo placar de 2 a 1.

## Premiação
| Copa da Escócia de 1909-10      |
| Escócia                         |
| ------------------------------- |
| Dundee F.C. Campeão (1º título) |